# Kay Aldridge
Kay Aldridge (właśc. Katherine Gratten Aldridge, ur. 9 lipca 1917 w Tallahassee, zm. 12 stycznia 1995 w Rockport) – amerykańska aktorka.
Jej kariera przypadła na okres trwania II wojny światowej. Zagrała jedynie w 14 filmach. Pierwszy z nich, Here I am Stranger powstał w 1939 roku, kolejnych dwanaście powstało w upływie 6 lat. W 1945 zakończyła karierę. W 1966 roku pojawiła się jednak ponownie na ekranie. Zagrała w filmie Nyoka and the Lost Secrets of Hippocrates. Była to już jej ostatnia rola. Zmarła na atak serca.

## Filmografia

### Filmy
- 1966 Nyoka and the Lost Secrets of Hippocrates jako Nyoka Gordon
- 1945 Man Who Walked Alone, The jako Wilhelmina Hammond
- 1945 The Phantom of 42nd Street jako Claudia Moore
- 1944 Haunted Harbor jako Patricia Harding
- 1943 Du Barry Was a Lady jako Miss kwietnia
- 1943 Daredevils of the West jako June Foster
- 1941 Golden Hoofs jako Cornelia Hunt
- 1941 Dead Men Tell jako Laura Thursday
- 1940 Down Argentine Way jako Helen Carson
- 1940 Sailor's Lady jako Georgine
- 1940 Girl in 313 jako Sarah Sorrell
- 1940 Shooting High jako Evelyn Trent
- 1940 Free, Blonde and 21 jako Adelaide
- 1940 Girl from Avenue A jako Lucy
- 1939 Hotel for Women jako Melinda Craig
- 1939 Here I Am a Stranger jako Lillian Bennett
- 1937 Wytworny świat jako Katherine, modelka
- 1940 Meet the Stars #1: Chinese Garden Festival jako ona sama